# Première Guerre mondiale en littérature
 (novembre 2022).
Si vous disposez d'ouvrages ou d'articles de référence ou si vous connaissez des sites web de qualité traitant du thème abordé ici, merci de compléter l'article en donnant les références utiles à sa vérifiabilité et en les liant à la section « Notes et références ».

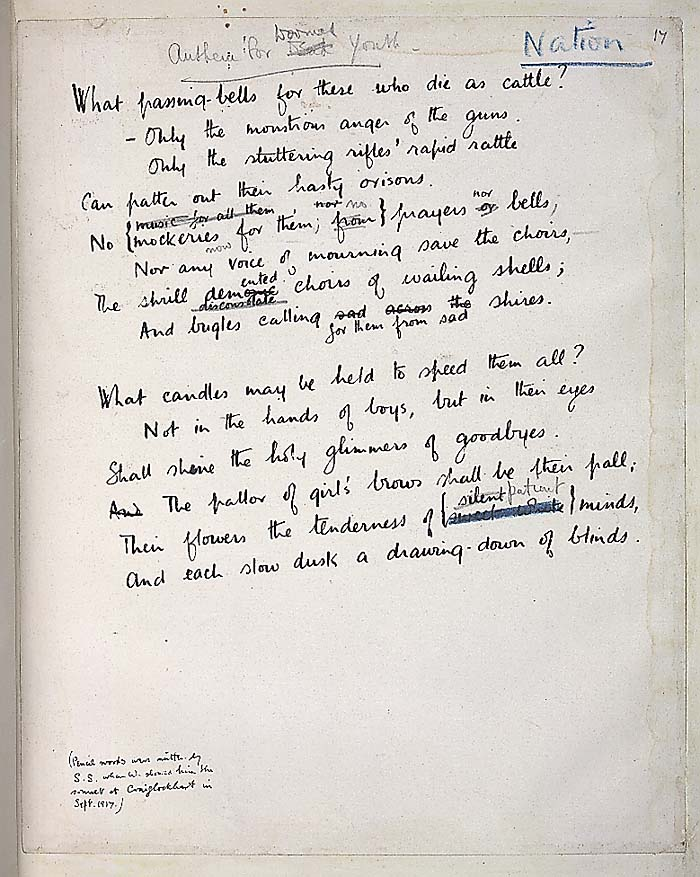
Manuscrit du poème Anthem for Doomed Youth (« Hymne à la jeunesse sacrifiée »), écrit en 1917 par Wilfred Owen.

La Première Guerre mondiale a inspiré un nombre considérable de romans, de bandes dessinées, de pièces de théâtre et d'œuvres poétiques. Pendant la guerre, on estime à plusieurs milliers le nombre de poèmes écrits chaque jour par les combattants et leurs proches. Après la guerre, de nombreux soldats publièrent leurs mémoires et leurs journaux de guerre. Beaucoup de divisions ou d'unités armées de taille plus réduite ont procédé à la rédaction de journaux de tranchées, comme le Wipers Times anglais ou Le Crapouillot.
Dans les années 1920 et 1930, le sujet principal des œuvres de fiction en rapport avec la Première Guerre mondiale était les conséquences psychologiques et sociales du conflit, notamment les troubles comportementaux de guerre. Aujourd'hui encore, de nombreux romanciers s'inspirent de cette période ; la raréfaction des conflits armés dans le monde occidental depuis la Seconde Guerre mondiale est peut-être une explication au succès que rencontrent des sujets jusqu'alors marginaux comme les mutineries ou les fraternisations.
Jean-Norton Cru a publié, en 1929, Témoins, essai d'analyse et de critique des souvenirs de combattants édités en français de 1915 à 1928, une analyse critique de 251 témoignages (romans, souvenirs, réflexions, recueils de lettres etc.).

## Mémoires et journaux de guerre

### De langue allemande
- Hans Carossa, Journal de guerre roumain
- Ernst Jünger, Orages d'acier

### De langue anglaise
- Wilfried Bion, Wars Memoirs, Karnak, 1997 (Mémoires de guerre, Sous la direction de Francesca Bion, Editions du Hublot, 1999 pour la traduction française)

- Vera Brittain, Testament of Youth
- T. E. Lawrence, Les Sept Piliers de la sagesse (Seven Pillars of Wisdom)
- Alan Alexander Milne, Peace with Honour (1934)
- Wilfred Owen
- Marina Yurlova, Cossack girl : 2010 Heliograph Somerville U.S.A.  (ISBN 978-1-930658-70-7)

### De langue française
- Alain, Souvenirs de guerre
- René Arnaud, La Guerre 1914 1918, opéra bouffe (France Empire, 1964)
- Henri Barbusse, Le Feu
- Louis Barthas, Les carnets de guerre de Louis Barthas, tonnelier, 1914-1918. Editions La Découverte
- Ferdinand Belmont (Capitaine), Lettres d'un officier de chasseurs alpins, 2 août 1914 - décembre 1915, préface d'Henry Bordeaux, Plon, Paris, 1916
- François Hippolyte Benéteau[1], Ta femme qui t'aime, correspondance d'un poilu du Bois-le-Prêtre et sa famille, 1914-1915 / présentée par William Benéteau
- Henry Bordeaux, Voici l’heure des âmes
- Pierre Chaine, Les Mémoires d'un rat
- Gabriel Chevallier, La peur
- Blaise Cendrars, La Main coupée (1946)
- Édouard Cœurdevey, Carnets de guerre 14-18
- Claudius Corneloup, « L'Épopée du 22e», Montréal, La Presse/Librairie Beauchemin limitée, 1919, 150 p.
- Henri Desagneaux, Journal de guerre
- Jean Desflandres, Rennbahn: Trente-deux mois de captivité en Allemagne 1914-1917 Souvenirs d'un soldat belge, étudiant à l'université libre de Bruxelles, (1920)
- Max Deauville, La Boue des Flandres, Jusqu'à l'Yser
- Roland Dorgelès, Les Croix de bois
- Marc Dugain, La Chambre des officiers
- Georges Duhamel, La Vie des Martyrs, Civilisation 1914-1917
- Jean Galtier-Boissière, Un hiver à Souchez (1998 [1917]) Tusson, Du Lérot
- Georges Gaudy,  L’agonie du Mont-Renaud (1921)
- Maurice Genevoix, Ceux de 14 (recueil de textes : Sous Verdun,1916, Nuits de Guerre, 1916, Au seuil des guitounes, 1918, La Boue, 1921, et Les Éparges, 1921)
- Jean Giono, Le Grand Troupeau (1931), Refus d’obéissance (1937)
- Jean Giraudoux, Retour d'Alsace. Août 1914 (1916)
- Sous-lieutenant Guy Hallé (74e régiment d'infanterie de Rouen), «Là-bas avec ceux qui souffrent», Paris, éd. Garnier Frères, c1917, 53 p.; éd. Ysec, 2002, 88 p.
- Joseph Kessel, Première Guerre mondiale, recueil de textes inédits annotés par Pascal Génot, préface Olivier Weber, Editions Amok, 2017
- Henri Laporte, Journal d'un poilu
- Paul Lintier, Ma pièce, Souvenirs d'un canonnier (1914), Plon-Nourrit, 1916. Publié en feuilleton dans L'Humanité
- Paul Lintier, Le Tube 1233, souvenirs d'un chef de pièce (1915-1916), Paris, Plon-Nourrit et Cie, 1917
- René Le Pivain, Récits, lettres et photos de guerre 1914-1918 (2012)
- Pierre Mac Orlan, Propos d'infanterie
- Jacques Meyer, Ce qu'on voit d'une offensive, Ed. de L’Œuvre, Paris, 1918, réédition Ed. des Malassis, Paris, 2015, 96 p.
- Jacques Meyer, La Biffe, Albin Michel, Paris, 1928, 250 p.
- Jacques Meyer, La guerre, mon vieux..., Ed. Les Etincelles, Paris, 1930, réédition Albin Michel, Paris, 1931, 89 p.
- Louise Monaux et Bruno Deblander, 14-18 : apocalypse en Belgique : récits de patriotes, Bruxelles et Namur, éd. Racine et RTBF, coll. « Histoire », 2013, 175 p. (ISBN 978-2-87386-838-3)
- Charles Nordmann, À coups de canons (1917)
- Jean Rouaud, Les Champs d'honneur
- Paul Tuffrau, Carnet d'un Combattant (1917)
- Paul Tuffrau, 1914-1918 - Quatre Années sur le Front. Carnets d'un Combattant (1998)
- Paul Tuffrau, Autres récits de la Grande Guerre (2014)
- Marina Yurlova Fille de cosaque (traduit de Cossack girl par Jean-Claude Drouin) 2015, l'Harmattan Paris.  (ISBN 978-2-343-05646-3)
- Léon Werth, Clavel Soldat (1919), "Clavel chez les Majors (1919)

## Romans

### Romans inspirés de l'expérience personnelle de l'auteur

#### De langue allemande
- Walter Flex, Der Wanderer zwischen beiden Welten (de) (1916), trad. Le Pèlerin entre deux mondes
- Ernst Jünger, Orages d'acier (1920), La Guerre comme expérience intérieure (1922), Lieutenant Sturm (1923), Feu et sang - Bref épisode d'une grande bataille (1925)
- Edlef Köppen, L'Ordre du jour (1930)
- Andreas Latzko, Hommes en guerre (Zurich,1917) (Marseille, 2003)
- Erich Maria Remarque, À l'Ouest, rien de nouveau (1929)
- Ludwig Renn, Krieg (Guerre) (1928)
- Adam Scharrer, Vaterlandslose Gesellen (Wien/Berlin, 1930). Les Sans-Patrie (Paris, 1931)
- Adrienne Thomas, Die Katrin wird Soldat (Berlin, 1930). Catherine Soldat (Paris, 1933)
- Arnold Zweig, Le Cas du sergent Grischa et Éducation héroïque devant Verdun (1935)

#### De langue anglaise
- E.E. Cummings, L'Énorme Chambrée (The Enormous Room) (1922)
- Ford Madox Ford, La fin des parades (Parade's End) (1928), tétralogie romanesque
- Robert Graves, Adieu à tout cela (Goodbye to All That)
- Ernest Hemingway, L'Adieu aux armes (A Farewell to Arms)
- Frederic Manning, Nous étions des Hommes (Her Privates We) (1929)
- William March, Compagnie K (Company K) (1933)
- Siegfried Sassoon, Mémoires d'un chasseur de renards (Memoirs of a Fox-Hunting Man) (1928)

#### De langue française
- Jean Amila, Le Boucher des Hurlus (1982) Paris, Gallimard, coll. « Folio policier »
- Henri Barbusse, Le Feu (1916) Paris, Payot
- Philippe Barrès, La Guerre à vingt ans (1924) Paris, Plon
- René Benjamin, Gaspard (1915) Paris, Fayard
- Jean Bernier, La Percée (2000 [1920]), Marseille, Agone
- Adrien Bertrand, L'Appel du sol (1916) Paris, Calmann-Lévy
- Louis-Ferdinand Céline, Voyage au bout de la nuit (1932) (première partie du roman) et Guerre (1934 ; publié à titre posthume ; récit d'inspiration autobiographique)
- Blaise Cendrars, La Main coupée
- Pierre Chaine, Les Mémoires d’un rat (1917) Paris, L’Œuvre
- Léopold Chauveau, Derrière la bataille (1916)
- Gabriel Chevallier, La Peur (1930)
- Joseph Delteil, Les Poilus (1925)
- Roland Dorgelès, Les Croix de bois (1919), Le réveil des morts (1923), Le Cabaret de la belle femme (1928)
- Pierre Drieu la Rochelle, La Comédie de Charleroi (1934) Paris, Gallimard
- Georges Duhamel, Vie des martyrs (1917) et Civilisation (1918), Les Sept Dernières Plaies (1928)
- Maurice Genevoix, Sous Verdun (1916), Nuits de guerre (1916), Au seuil des guitounes (1918), La Boue, Les Éparges (1921), l'ensemble formant Ceux de 14 (1949)
- Jean Giono, Le Grand Troupeau (1931), Ivan Ivanovitch Kossiakoff, nouvelle (1925) reprise dans Solitude de la pitié (1932)
- Jean Giraudoux, Adorable Clio (1920) Paris, éditions Émile-Paul Frères
- Joseph Jolinon, Le Valet de gloire (1965 [1923]) Paris, Pierre de Méyère, coll. Visage
- Joseph Kessel, L'Équipage (1924), Paris, Gallimard
- Jacques de Lacretelle, La Bonifas (1979 [1925]) Paris, Gallimard, coll. « Folio »
- Henry Malherbe, La Flamme au poing, éditions Albin Michel (1917), prix Goncourt
- André Maurois, Les Silences du colonel Bramble (1918)
- Henry de Montherlant, Le Songe (1922)
- Jean Paulhan, Le Guerrier appliqué (1917)
- Henri Poulaille, Pain de soldat (1937)
- Robert Poulet, Handji (1931) Paris, Denoël et Steele
- Marcel Proust, À la recherche du temps perdu, dans le volume Le Temps retrouvé (1927) la guerre vue du point de vue des planqués
- Antoine Redier, La guerre des femmes (1945 [1926]) Paris, Editions de la vraie France, coll. « Romans et récits »
- Maxence Van der Meersch, Invasion 14 (1939) Paris, Albin Michel
- Roger Vercel, Capitaine Conan (1934)
- Léon Werth, Clavel soldat

#### De langue italienne
- Emilio Lussu, Les Hommes contre (1937)

### Autres romans

#### De langue anglaise
- Dalton Trumbo, Johnny s'en va-t-en guerre (Johnny Got His Gun)
- William Boyd, Comme neige au soleil, Paris, Seuil, 1994 [1983], coll. « Points »
- Joseph Boyden, Le Chemin de âmes (Three Day Road)
- Humphrey Cobb,  Paths of Glory (Les Sentiers de la gloire)
- Michael Morpurgo, War Horse (Cheval de guerre), Gallimard Jeunesse, 2004

#### De langue française
- Joffrey Gabriel, la Troisième Clef, 2024
- Marie-Paul Armand, Au bonheur du matin, Paris, Presses de la cité, 2003, coll. « Pocket »
- Olivier Barbarant, Douze lettres d’amour au soldat inconnu, Seyssel, Champ Vallon, 1993
- Philippe Barbeau, La guerre d’Eliane, Paris, La Découverte et Syros, 1998
- Cathie Barreau, Visites aux vivants, Paris, Laurence Teper, 2007
- Lilyane Beauquel, Avant le silence des forêts, Gallimard / collection blanche / 2011
- Pierre Bergounioux, Ce pas et le suivant, Paris, Gallimard, 1985
- Pierre Bergounioux, La maison rose, Paris, Gallimard, 1987
- Pierre Bergounioux, Le bois du chapitre, Orléans, Théodore Balmoral, 1996
- Gisèle Bienne, Paysages de l'insomnie, Castelnau-le-Nez, Climats, 2004
- Gisèle Bienne, Le cavalier démonté, Paris, L’école des loisirs, 2006, coll. « Médium »
- Gisèle Bienne, La ferme de Navarin, Paris, Gallimard, 2008, coll. « L’un et l’autre »
- Gisèle Bienne, Les fous dans la mansarde, Actes Sud, 2017
- Christian Carion, Joyeux Noël
- Henri-Frédéric Blanc, Le dernier survivant de quatorze, Monaco, Editions du rocher, 1999
- Henri-Frédéric Blanc, La mécanique des anges, Monaco, Editions du rocher, 2008 [2004], coll. « Motifs »
- Thierry Bourcy, L’arme secrète de Louis Renault. Les aventures de Célestin Louise, flic et soldat, Paris Nouveau Monde Editions, 2006
- Thierry Bourcy, Le château d’Amberville, Paris, Nouveau Monde Editions, 2007
- Denis Bretin, Le mort-homme, Paris, Editions du masque, 2004
- Nicole Caligaris, La scie patriotique, Paris, Mercure de France, 1997
- Emilie Carles, Une soupe aux herbes sauvages, Paris, Robert Laffont, 1995 [1981]
- Frédéric Cathala, Le théorème de Roitelet, Paris, Albin Michel, 2004
- Orianne Charpentier, La vie au bout des doigts, Paris, Gallimard Jeunesse, 2014
- Philippe Claudel, Meuse l’oubli, Paris, Stock, 2005 [1999], coll. « Folio »
- Philippe Claudel, Les âmes grises, Paris, Stock, 2003
- Philippe Claudel, Trois petites histoires de jouets, Fontaine-les-Dijon, Editions Virgile et Daniel Legrand, 2004, coll. « Suite de sites »
- Bernard Clavel, Les roses de Verdun, Paris, Albin Michel, 1994, coll. « Pocket »
- Isabelle Condou, Il était disparu, Paris, Plon, 2004
- Raphaël Confiant, Le bataillon créole, Paris, Mercure de France, 2013
- Marie Cosnay, André des ombres, Paris, Laurence Teper, 2008
- Frédéric Couderc, La dernière danse d’Isadora, Paris, Anne Carrière, 2005
- Georges Coulonges, Les blés deviennent paille, Paris, Presses de la Cité, 1999, coll. « Pocket »
- Didier Daeninckx, Le Dernier Guérillero, Paris, Gallimard, 2000, coll. « Folio »
- Didier Daeninckx, Le Der des ders, Paris, Gallimard, 1984, coll. « Folio policier »
- Didier Daeninckx, « Un petit air mutin », in : Le chemin des dames. De l’événement à la mémoire, Nicolas Offenstadt éd., Paris, Stock, 2005
- Claire Delannoy, La Guerre, l'Amérique, Paris, Buchet/Chastel, 2003
- Ariel Denis, Valigan. Une enquête, Seyssel, Champ Vallon, 2000
- Régine Detambel, Le vélin, Paris, Julliard, 1993
- Xavier Deutsch, Samuel est revenu, Bruxelles, Le cri, 2001
- Bernard Du Boucheron, Coup-de-Fouet, Paris, Gallimard, 2006
- Marc Dugain, La chambre des officiers, Paris, Jean-Claude Lattès, 1998, coll. « Pocket »
- Claude Duneton, Le monument, Paris, Editions Balland, 2004, coll. « Points »
- Jean Echenoz, 14, Paris, Minuit, 2012
- Stéphane Emond, Pastorales de guerre, Cognac, Le temps qu’il fait, 2006
- Charles Exbrayat, Jules Matrat, Paris, France Loisir, 1975
- Frédéric Fajardie, Quadrige, Paris, La table ronde, 1998, coll. « Folio »
- Alice Ferney, Dans la guerre, Arles, Actes Sud, 2003
- Max Gallo, Morts pour la France, Paris, Fayard, 2003, coll. « J’ai lu », 3 tomes
- Anne-Marie Garat, Chambre noire, Arles, Actes Sud, 1990, coll. « Babel »
- Anne-Marie Garat, Dans la main du diable, Arles, Actes Sud, 2006, coll. « Babel »
- Laurent Gaudé, Cris, Arles, Actes Sud, 2001, coll. « Babel »
- Sylvie Germain, Le livre des nuits, Paris, Gallimard, 1985
- Roger Grenier, Le Palais d’Hiver, Paris, Gallimard, 1965, coll. « Folio »
- Roger Grenier, Partita, Paris, Gallimard, 1991
- Jean Guerreschi, Montée en première ligne, Paris, Julliard, 1988
- Jean Guerreschi, Comme dans un berceau, Paris, Julliard, 1990
- Xavier Hanotte, De secrètes injustices, Paris, Belfond, 1998
- Xavier Hanotte, Derrière la colline, Paris, Belfond, 2000, coll. « Pocket »
- Xavier Hanotte, Les lieux communs, Paris, Belfond, 2002, coll. « Pocket »
- Xavier Hanotte, L’architecte du désastre, Paris, Belfond, 2005
- Xavier Hanotte, Le couteau de Jenufa, Paris, Belfond, 2008
- Daniel Hébrard, Les hommes forts, Paris, Julliard, 2003
- Françoise Houdart, Tu signais Ernst K., Avin, Luce Wilquin, 2005
- Sébastien Japrisot, Un long dimanche de fiançailles, Paris, Denoël, 1991, coll. « Folio »
- Thierry Jonquet, La vigie, Paris, Gallimard, 1998, coll. « Folio »
- Hédi Kaddour, Waltenberg, Paris, Gallimard, 2005
- Patrick Kermann, La mastication des morts, Carnières-Morlanwelz, Lansman, 2004 [1999], coll. « Les classiques de demain »
- Jean-Claude Lamy, La guerre, mademoiselle, Monaco, Editions du Rocher, 2001
- Jean-Yves Laurichesse, Place Monge, Cognac, Le temps qu’il fait, 2008
- Jean-Marie Le Clézio, Le chercheur d’or, Paris, Gallimard, 1985, coll. « Folio »
- Pierre Lemaître, Au revoir là-haut, Paris, Albin Michel, 2013
- Didier Le Pêcheur, Les hommes immobiles, Paris, Jean-Claude Lattès, 2006
- Eric Mailharrancin, Les oubliés du Chemin des Dames, Elkar 2008
- Christophe Malavoy, Parmi tant d’autres, Paris, Flammarion, 1996
- Maryline Martin, L'Horizon de Blanche, Glyphe, 2015
- Roger Martin du Gard, L'Été 1914 (1936) (roman du cycle Les Thibault)
- Claude Michelet, En attendant minuit, Paris, Robert Laffont, 2003, coll. « Pocket »
- Claude Michelet, Des grives aux loups, Paris, Robert Laffont, 1979, coll. « Pocket »
- Richard Millet, La gloire des Pythre, Paris, P.O.L., 1995
- Hubert Mingarelli, Quatre soldats, Paris, Seuil, 2003, coll. « Points »
- Hubert Mingarelli, Le bruit du vent, Paris, Gallimard Jeunesse, 1991, coll. « Folio »
- Pierre Miquel, Les enfants de la patrie, Paris, Fayard, 2002, coll. « Le livre de poche », 4 tomes
- Georges Neyrac, Les guerres justes, Paris, Jacob-Duvernet, 2006
- Virginie Ollagnier, Toutes ces vies qu’on abandonne, Paris, Liana Levi, 2007
- Véronique Olmi, Numéro six, Arles, Actes Sud, 2002, coll. « Babel »
- Yves Pagès, Plutôt que rien, Paris, Julliard, 1995
- Patrick Pécherot, Tranchecaille ,Paris, Gallimard, 2008, coll. « Série noire»
- Arnauld Pontier, Le cimetière des anges, Arles, Actes Sud, 2005
- Yves Pourcher, Le rêveur d’étoiles, Paris, Le Cherche-Midi, 2004
- Jacques Renoir, Le tableau amoureux, Paris, Fayard, 2003
- Jean-Claude Reverchon, Guerre inachevée, paix manquée, 1914-1918, Ed L'Harmattan 2018
- Philippe Roch, Blés Bleus, Paris, Robert Laffont, 2004
- Jules Romains, Prélude à Verdun et Verdun (1937) (romans du cycle Les Hommes de bonne volonté)
- Jean-François Roseau, Au plus fort de la bataille, Paris, Pierre-Guillaume de Roux, 2014
- Jean Rouaud, Les Champs d'honneur,Paris, Minuit, 1990, coll. « Double »
- Frédéric Roux, Le désir de guerre, Paris, Le cherche-midi, 1999
- Alain Scoff, Le pantalon, Paris, Jean-Claude Lattès, 1982
- Claude Simon, L’acacia, Paris, Minuit, 2003 [1989], coll. « Double »
- Pierre Siniac, L’unijambiste de la cote 284, Paris, Gallimard, 1980, coll. « Folio »
- Pierre Siniac, Ras le casque, Paris, Fleuve noir, 1984
- François Sureau, L’obéissance, Paris, Gallimard, 2007
- Jean-Marc Turine, Foudrol, Noville-sur-Mehaigne, Esperluète, 2005
- Jean Vautrin, Quatre soldats français, Paris, Robert Laffont, 2004, 3 tomes
- Éric Vuillard, La Bataille d'Occident, Actes Sud, 2012

## Nouvelles et récits

### De langue française
- Renée Lafont, L’Âme française et la guerre, enquête menée à Madrid auprès des milieux espagnols favorables à la France, Paris, Émile-Paul, 1916
- Henri Bachelin, La guerre sur le hameau, Paris, Flammarion, 1917
- Paul Chack, 14 titres (on se bat sur mer, des Dardanelles aux brumes du nord, ...) parus dans la collection "marins à la bataille" et regroupés depuis sous le titre "L'histoire maritime de le 1re guerre mondiale", Paris, France Empire, 1992
- Blaise Cendrars, J'ai tué, J'ai saigné
- Julien Gracq, Le Roi Cophetua, in La Presqu'île, Paris, José Corti, 1970
- Laurent Gaudé, "Je finirai à terre" in Les Oliviers du Négus, Actes Sud, 2011
- Maryline Martin, "Les Dames du Chemin", Paris, Glyphe, 2013
- Xavier Lhomme, "Dans les boyaux & autres petites histoires de la Grande Guerre", L'Oiseau Parleur, 2022. Lauréat du Prix littéraire Antoine de Saint-Exupéry 2023, décerné par la Société des Ecrivains d'Alsace, Lorraine et territoire de Belfort. Lauréat du Prix Renaissance de la Nouvelle 2023, décerné par la ville d'Ottignies-Louvain-la-Neuve.

## Poésie

### De langue allemande
- Richard Dehmel, Kriegs-Brevier
- Stefan George (Der Krieg, 1916)
- Karl Kraus
- Erich Maria Remarque
- Rainer Maria Rilke, Cinq chants
- August Stramm, Gouttes de sang (écrit durant la guerre)
- Georg Trakl
- Franz Werfel

### De langue anglaise
- Rupert Brooke
- Robert Graves
- Wilfred Owen
- Siegfried Sassoon
- Robert William Service

### De langue française
- Guillaume Apollinaire, Les Calligrammes. Poèmes de la paix et de la guerre (1913-1917), Paris, Mercure de France, 1918
- René Arcos, Le sang des autres, Genève : Kundig, 1918
- Louis Aragon, Feu de joie, Paris, 1920
- François Bernouard, Franchise militaire, Paris, Fasquelle, 1936
- André Breton, Mont de Piété, Paris, 1919 et Claire de Terre, Paris, 1923
- André Brun, La rafale, Paris : Aujourd'hui, 1921
- Blaise Cendrars, La Guerre au Luxembourg. Avec 6 dessins de Moïse Kisling, Paris, D. Niestlé, 1916
- Pierre Drieu la Rochelle, Interrogation, Paris, NRF, 1917
- Georges Duhamel, Élégies, Paris : Mercure de France, 1920
- Édouard Dujardin, Mari magno, Paris : Cahiers idéalistes, 1922
- Paul Eluard
- Yvan Goll, Le Requiem pour les morts de 1916
- Louis de Gonzague-Frick, Sous le bélier de Mars, Paris : La Phalange, 1916
- Charles Guéret, Ardemment, Poèmes de Guerre et d'Amour, 1917
- Henri Guilbeaux, Du champ des horreurs, Genève : Demain, 1917
- Henry-Jacques, La symphonie héroïque, Paris : Belles-Lettres, 1922 ; réédité aux éditions de L'Harmattan, Paris, 2017
- Max Jacob, Le Cornet à dés, Paris, 1917
- Lucien Jacques, La pâque dans la grange, Amiens : Malfère, 1924
- Pierre Jean Jouve, Vous êtes des hommes, Paris : Nouvelle revue française
  - Poème contre le grand crime, Genève : Demain
  - Danse des morts, Genève : Les Tablettes, 1917
- Marc de Larréguy de Civrieux, La Muse de sang ; préf. de Romain Rolland, Paris : Société mutuelle d'Édition, 1920
- Marcel Lebarbier, Malgré les ouragans, Paris : Les Humbles, 1922
- Philéas Lebesgue, Les Servitudes II, Paris : Mercure de France, 1920
- Lucien Linais, Les Minutes rouges, illustrateur Paul Doll. Jarville-Nancy, imprimerie Arts graphiques modernes, 1926
- Marcel Martinet, Les temps maudits, Genève : Demain, [1917]
- Georges Pioch, Les victimes, Paris : Ollendorf
- François Porché, Le Poème de la tranchée, Paris, Gallimard, 1916
- Henry Poulaille, Pain de soldat, 1914-1917, Paris, Grasset, 1937
- Jules Romains
- Marcel Sauvage, Cicatrices, Paris : Société mutuelle d'Édition
- André Spire, Fournisseurs, Paris : Le monde nouveau, 1923
- Émile Verhaeren, Les Ailes rouges de la guerre, Paris, Mercure de France, 1916
- Paul Verlet, De la boue sous le ciel, Paris, Librairie Plon, 1919
- Charles Vildrac, Chants du désespéré, Paris : Nouvelle Revue française, 1920

De langue italienne
- Clemente Rebora, Poesie sparse e prose liriche, 1913-1927, trad. fr. Chœur bouche close: Poèmes de guerre (1914-1917), 2008
- Giuseppe Ungaretti, Il porto sepolto, 1916; La Guerre: une poésie, 1919

## Bandes dessinées
D'après la revue Historia en 2017, citant Luc Révillon, « environ 400 bandes dessinées portant sur la Première Guerre sont parues depuis la fin du conflit - la moitié d'entre elles publiées depuis 2011 ».

### De langue anglaise
- Pat Mills, La Grande Guerre de Charlie, Ed. Delirium, 2011

### De langue française
- Luc Révillon, La Grande Guerre dans la BD : un siècle d'histoires, Issy-les-Moulineaux/Meaux, Beaux-Arts éditions - Musée de la Grande Guerre de Meaux, 2014, 238 p. (ISBN 979-10-204-0138-0)
- Jérôme Agostini, Souvenirs de guerre de Jacques Bertran, t. I, Editions de la Flandonnière, 2015, 72 p. (ISBN 978-2-918098-24-9).
- Jérôme Agostini, Souvenirs de guerre de Jacques Bertran : Tranchées, t. II, Editions de la Flandonnière, 2016, 72 p. (ISBN 978-2-918098-40-9).
- Jérôme Agostini, Souvenirs de guerre de Jacques Bertran : Offensives, t. III, Editions de la Flandonnière, 2017, 72 p. (ISBN 978-2-918098-51-5).
- Jacques Tardi et Dominique Grange, Le Dernier Assaut, Casterman, 2016
- Jacques Tardi avec Jean-Pierre Verney, Putain de guerre ! (1917-1918-1919), long texte et photos historiques, Casterman, 2008
- Jacques Tardi, La Véritable Histoire du soldat inconnu Futuropolis, (1974). Édition revue et augmentée : La véritable histoire du soldat inconnu/La bascule à Charlot, Futuropolis, 2005
- Jacques Tardi et Didier Daeninckx, Varlot soldat, L'Association, 1999
- Jacques Tardi et Didier Daeninckx, Le Der des Ders, Casterman, 1997
- Jacques Tardi, C'était la guerre des tranchées, Casterman, 1993
- Jacques Tardi, Le Trou d'obus, Imagerie Pellerin, 1984
- Jacques Tardi, Adieu Brindavoine suivi de La fleur au fusil, Casterman, 1974
- Charles de Gaulle par Jean-Yves Le Naour (scénario), Claude Plumail (dessin) et Albertine Ralenti (couleurs), avec le concours de la Fondation Charles de Gaulle. En décembre 2017 : 3 tomes publiés chez Bamboo Édition
- L'ambulance 13 par Patrick Cothias (scénario), Patrice Ordas (scénario), Alain Mounier (dessin) et Sébastien Bouët (couleurs). En décembre 2017 : 7 tomes publiés chez Bamboo Édition
- La Guerre des Lulus (5 tomes), Régis Hautière (scénario), Hardoc (dessin, couleurs), David François (couleur), éditions Casterman
- Notre mère la guerre (4 tomes, série terminée), Kris (scénario), Maël (dessin, couleurs), éditions Futuropolis
- Tarek, Batist, Yasmina Khadra (préface) et Kamel Mouellef, Turcos, le jasmin et la boue, Tartamudo, 2011

### Anthologies
- Anthologie des poètes anglais de la Grande Guerre, publiés et traduits par Roland Bouyssou, Toulouse, Éditions universitaires du Sud, 2008
- Die Dichter und der Krieg. Deutsche Lyrik 1914-1918, hrsg. v. Thomas Anz und Joseph Vogl, Stuttgart, Reclam, 2014.
- La Grande Guerre des écrivains. D'Apollinaire à Zweig, Textes choisis et présentés par Antoine Compagnon, Paris, Gallimard, 2014
- Le Livre épique. Anthologie des poèmes de la Grande Guerre, publiés par Ernest Prévost et Charles Dornier, Paris, Librairie Chapelot, 1920
- Les poètes de la Grande Guerre, publiés par Jacques Béal, Paris, Cherche Midi, 2014
- Poèmes de poilus. Anthologie de poèmes français, anglais, allemands, italiens, russes 1914-1918, dirigée et présentée par Guillaume Picon, Paris, Points, 2014
- Mike Conroy, « La Première Guerre mondiale », dans La guerre dans la BD, Eyrolles, 2011 (ISBN 9782212132199), p. 44-59

### Articles
- Ruth Amossy, « Du témoignage au récit symbolique. Le récit de guerre et son dispositif énonciatif », in : Écrire la guerre, Catherine Milkovitch-Rioux et Robert Pickering éds, Clermont-Ferrand, Presses universitaires Blaise Pascal, 2000, p. 97-101
- Nicolas Beaupré, « Les écrivains combattants français et allemands, témoins de la fin de guerre », Revue du Nord, 80, 1998, p. 383-391
- Nicolas Beaupré, « Écrire pour dire, écrire pour taire, écrire pour tuer ? La littérature de guerre face aux massacres et aux violences extrêmes du front ouest (1914-1918) », in : Le massacre, objet d’histoire, David El Kenz éd., Paris, Gallimard, 2005, p. 305-317
- Nicolas Beaupré, Écrire en guerre, écrire la guerre. France-Allemagne 1914-1920, Paris, CNRS Éditions, 2006
- Annette Becker, « Écrire la Grande Guerre », Magazine littéraire, 178, juillet-août 1999, p. 48-50
- Jean-Jacques Becker, « La Première Guerre mondiale dans la littérature romanesque de l’entre-deux-guerres », in : Mémoire de la Grande Guerre : témoins et témoignages. Actes du colloque de Verdun, 12, 13, 14 juin 1986, Gérard Canini éd., Nancy, Presses universitaires de Nancy, 1989, p. 75-85
- Bernard Bergonzi, Heroes’ Twilight: a Study of the Literature of the Great War, Manchester, Carcanet Press, 1996.
- Philippe Chapleau, « L’imaginaire guerrier : quelques données structurelles », Recherches sur l’imaginaire, 12, 1984, p. 130-148
- Philippe Chardin et Nathalie Mauriac Dyer (dir.), Proust écrivain de la Première Guerre mondiale, Dijon, EUD, 2014.
- Evelyne Cobley, « Description in the realist Discourse: The War Novel », Style, 20, 3, fall 1986, p. 395-410
- Evelyn Cobley, Representing War, Form and Ideology in First World War Narratives, Toronto, University of Toronto Press, 1993
- John Cruickshank, « Saying the Unsayable. Problems of Expression in Great War Fiction », in : Mélanges de littérature française moderne offerts à Garnet Rees par ses collègues et amis, Cédric E. Pickford éd., Paris, Minard – Lettres modernes, 1980, p. 59-76
- John Cruickshank, Variations on Catastrophe: some French Responses to the Great War, Oxford, Clarendon Press, 1982
- John Cruickshank, « Critical approaches to some novels of the Great War », in: Literature and Society. Studies on nineteenth and twentieth Century French Literature, C.A. Burns éd., Birmingham, Goodman and sons, 1980, p. 140-152
- Michel Déon, Lakis Proguidis, Guerres et romans : essai, Paris, Flammarion, 2005
- Rainer Emig, « False Memories : the strange Return of the First World War in contemporary British Fiction », Archiv für das Studium der neueren Sprachen und Literaturen, 240, 2003, p. 259-271
- Franck Field, British and French Writers of the First World War. Comparative Studies in cultural History, Cambridge/New York, Cambridge University Press, 1991
- Paul Fussell, The Great War and modern Memory, New York, Oxford University Press, 1982
- Paul Herman, Les Petits Soldats de la Grande Guerre, Glénat, décembre 2013  (ISBN 978-2-7234-9799-2)
- Alexander Honold, Einsatz der Dichtung. Literatur im Zeichen des Ersten Weltkriegs, Berlin, Vorwerk 8, 2015
- Martin Hurcombe, Novelist in Conflict. Ideology and the Absurd in the French Combat Novel of the Great War, Amsterdam, Rodopi, 2004
- Samuel Hynes, The Soldiers’ Tale. Bearing Witness to modern War, New York, Penguin Books, 1997
- Jean Kaempfer, « Fers chauds, glaives froids. Comment raconter la guerre ? », Poétique, 101, février 1995, p. 85-103
- Jean Kaempfer, La poétique du récit de guerre, Paris, José Corti, 1998
- Micheline Kessler-Claudet, La guerre de quatorze dans le roman occidental, Paris, Nathan, 1998
- Micheline Kessler-Claudet, « Partir et revenir dans le roman de la Première Guerre mondiale ou le retour de l’écrivain », in : Partir-Revenir: actes du colloque des 24, 25 et 26 septembre 1998, textes réunis par F. Regard, J. Sessa, J. Soubeyroux, Saint-Étienne, Publications de l’Université de Saint-Étienne, 1999, p. 71-82
- Holger Klein, The First World War in Fiction, A Collection of critical Essays, London, Macmillan, 1978 [1976]
- Andrew J. Kunka, « Adversary proceedings: recent books on war and modernism », Modern Fiction Studies, 44, 3, 1998, p. 813-833
- Yves-Marie Labé, « Dessiner l'enfer : Quand la BD représente la Première Guerre mondiale », Le Monde - Monde des livres,‎ 14 novembre 2008 (lire en ligne)
- Valérie Marin La Meslée, « 14-18 selon les romanciers d’aujourd'hui », Magazine littéraire, 178, juillet - août 1999, p. 50-52
- Catherine Milkovitch-Rioux et Robert Pickering éds, Écrire la guerre, Clermont-Ferrand, Presses universitaires Blaise Pascal, 2000
- Pierre Moinot, « Guerre et littérature », L’école des lettres II, 86, 14, 1er juillet 1995, p. 3-13
- Jean Norton Cru, Témoins. Essai d’analyse et de critique des souvenirs de combattants édités en français de 1915 à 1928, Paris, Les étincelles, 1929
- Christophe Prochasson, « La littérature de guerre », in: Encyclopédie de la Grande Guerre 1914-1918. Histoire et culture, sous la direction de Stéphane Audoin-Rouzeau et Jean-Jacques Becker, Paris, Bayard, 2004
- Luc Rasson, Écrire contre la guerre : littérature et pacifismes 1916-1938, Paris, L’Harmattan, 1997
- Luc Rasson, « Guerre juste, guerre absurde ? 1914-1918 dans le roman contemporain français et britannique », in : Mémoires et antimémoires littéraires au XXe siècle. La Première Guerre mondiale, Annamaria Laserra, Nicole Leclercq et Marc Quaghebeur éds, Bern, Peter Lang, 2008, t. 2, p. 213-227
- Léon Riegel, Guerre et Littérature. le bouleversement des consciences dans la littérature romanesque inspirée par la Grande Guerre (littératures française, anglaise, anglo-saxonne et allemande) 1910-1930, Paris, Klincksieck, 1978
- Maurice Rieuneau, Guerre et révolution dans le roman français de 1919 à 1939, Paris, éditions Klincksieck, coll. « Bibliothèque du XXe siècle », 1974, 627 p.
- Hubert Rolland, Pierre Schoentjes éds, "14-18 : Une mémoire littéraire", Textyles, 32, 33, (Bruxelles, Le Cri), 2007
- Gianfranco Rubino, « La Grande Guerre en perspective 2000 », in : Nouvelles écritures littéraires de l’Histoire. Écritures contemporaines 10, Dominique Viart éd., Paris, Minard-Lettres modernes
- Pierre Schoentjes, Fictions de la Grande Guerre. Variations littéraires sur 14-18, Paris, Classiques Garnier, 2008, coll. « Travaux de littérature moderne et contemporaine, 1 »
- Pierre Schoentjes éd., La Grande Guerre. Un siècle de fictions romanesques, Genève, Droz, 2008, coll. « Romanica Gandensia, 36 »
- Pierre Schoentjes, « "Une littérature au jus de cadavres" : Modes de représentation de l’horreur dans les fictions de la Grande Guerre », in : A la baïonnette ou au scalpel. Comment l’horreur s’écrit, Caroline De Mulder, Pierre Schoentjes éds, Genève, Droz, 2009, coll. « Romanica Gandensia, 38 », p. 113-135
- Pierre Schoentjes, « Guerre juste et littérature : "La façon dont un soldat en tue un autre" », in : « J’ai tué ». La fiction devant la violence directe au combat, D. Levy-Bertherat, P. Schoentjes éds, Paris, Presses de l’École Normale supérieure (à paraître)
- Pierre Schoentjes, "14 de Jean Echenoz : Un dernier compte à régler avec la Grande Guerre", Critique, 11, 2012, p. 964-981
- Clément Solym, « La Grande guerre illustrée et numérisée à la Cité de la BD d'Angoulême », sur ActuaLitté, 8 janvier 2014
- Griet Theeten, La grande guerre en fiction : la représentation de la Première Guerre mondiale dans la littérature française de l'extrême contemporain (thèse de doctorat, Universiteit Gent)
- Dan Todman, The Great War: Myth and Memory, Londres/New York, Hambledon Continuum, 2005